# Крафт VI (Хоенлое-Вайкерсхайм)
Крафт VI фон Хоенлое-Вайкерсхайм (на немски: Kraft VI von Hohenlohe-Weikersheim); * 1452 в Нойенщайн; † 2 август 1503 в Нойенщайн) е граф на Хоенлое и домхер (свещеник) в Майнц и Шпайер.
Той е четвъртият син на граф Крафт V фон Хоенлое-Вайкерсхайм († 21 март 1472) и на Маргарета фон Йотинген († 24 февруари 1472). По баща е внук на Албрехт I фон Хоенлое-Вайкерсхайм (1371 – 1429) и на Елизабет фон Ханау († 1475). Най-големият му брат е граф Готфрид IV фон Хоенлое-Вайкерсхайм († 1497).
Крафт VI се жени на 26 февруари 1476 г. във Валденбург за Хелена фон Вюртемберг (* сл. 1453; † 19 февруари 1506), дъщеря на граф Улрих V фон Вюртемберг и Маргарета Савойска.

## Деца
Крафт VI и Хелена фон Вюртемберг имат 17 деца:
- Албрехт III фон Хоенлое-Нойенщайн († 1551), женен в Ротенбург 1507 г. за Ванделберта фон Хоенцолерн (1484/85–сл. 1553)
- Крафт Улрих (* 1481; † млад)
- Фридрих (1484 – 1503), каноник в Майнц и Шпайер
- Зигмунд (1485 – 1534), каноник в Страсбург и Аугсбург
- Лудвиг (1486 – 1550), каноник в Майнц, Шпайер и Страсбург
- Георг I фон Хоенлое-Валденбург (1488 – 1551), женен I. 1514 г. за Пракседис фон Зулц († 1521), II. 1529 г. за Хелене Трухсесин фон Валдбург (1514 – 1567)
- Филип (1489–млад)
- Филип (1492 – 1541 в дуел във Вюрцбург), каноник във Вюрцбург и Бамберг
- Йохан (1499 – 1540)
- Христиан (1502)
- Улрих (1502)
- Маргарета (1480 – 1522), омъжена 1499 г. за Александер фон Пфалц-Цвайбрюкен (1462 – 1514), пфалцграф, херцог и княз на Пфалц-Цвайбрюкен и граф на Велденц.
- Хелена (1483)
- Катарина (1494 – 1536), монахиня
- Клара (1497 – 514), монахиня
- Елизабет (1495 – 1540), омъжена 1.: 1512 г. за граф Волфганг фон Льовенщайн (1493 – 1512); 2.: 1523 г. за Георг фрайхер Георг фон Хевен († 1542)
- Анна (1500 – сл. 1534)